# Pallantia
Pallantia, castro arévaco de la Celtiberia en la Hispania prerromana que aparece nombrado es escritos romanos puesto que ofreció una gran resistencia a ser conquistada. Todo apunta a que estaba poblado por arévacos en zona de frontera con los pueblos vacceos. Se la identifica habitualmente con el municipio palentino de Palenzuela.

## Arqueología
Se han recogido restos de la época Edad del Hierro y existe una necrópolis celtibérica de gran extensión que da idea de la importancia de esta villa en la época de las luchas romanas. Estos restos nutren en gran parte el museo diocesano de Palencia. La villa recibía el nombre de Pallantia, de la que llegaron a hablar los escritos romanos. No debe confundirse con la Pallantia origen de la Palencia actual que era un poblado vacceo.